# Telly
Telly je provozovatel satelitního a internetového televizního vysílání na českém trhu. Společnost vznikla v roce 2006 pod názvem DIGI TV jako součást skupiny RCS & RDS, mezinárodního poskytovatele telekomunikačních služeb. Od dubna 2015 je Telly součástí české investiční skupiny Lama Energy Group. Telly poskytuje širokou nabídku televizních kanálů, které zahrnují sport, filmy, dokumenty a aktuální zpravodajství. Společnost nabízí jak satelitní, tak internetové televizní služby.

## Historie
Historie Telly sahá do roku 2006, kdy společnost vstoupila na český trh pod názvem DIGI TV jako součást nadnárodní skupiny RCS & RDS. Tato společnost poskytovala televizní služby prostřednictvím satelitního vysílání, čímž oslovovala mnoho domácností po celé České republice. V dubnu 2015 došlo k zásadní změně ve vlastnické struktuře, kdy DIGI TV převzala česká investiční skupina Lama Energy Group. V následujících letech prošla společnost významnými technologickými a obsahovými inovacemi, které zahrnovaly modernizaci vysílací infrastruktury a rozšíření nabídky kanálů, včetně těch ve vysokém rozlišení (HD). Rebranding na Telly, ke kterému došlo 1. dubna 2020, reflektoval snahu o rozšíření služeb, zejména internetové televize, která divákům nabízí větší flexibilitu při sledování programů. V roce 2022 byla Telly oceněna za efektivní zpracování hovorů „na první dobrou“ a zpětnou vazbu od klientů v rámci 9. ročníku soutěže Czech Contact Center Award, kterou vyhlásila asociace ADMEZ během konference Call Centra.

## Televizní vysílání
Telly poskytuje televizní vysílání prostřednictvím dvou hlavních platforem: satelitní a internetové televize. Satelitní televize umožňuje stabilní příjem signálu i v oblastech s horším internetovým připojením, zatímco internetová televize nabízí větší flexibilitu, včetně možnosti sledování na více zařízeních současně. Mezi klíčové funkce patří 7denní archiv, možnost pauzy a zpětné přehrávání pořadů. Vyskytuje se zde široká variabilita sportovních přenosů, filmů a seriálů, stejně jako dokumentárních programů a aktuálního zpravodajství.

### Internetová televize
Internetová televize Telly je moderní služba, která umožňuje sledování televizního vysílání přes internet. Uživatelé mají přístup k více než 100 kanálům, včetně sportovních a filmových kanálů, a mohou sledovat vysílání na různých zařízeních, jako jsou chytré televize, počítače, tablety a mobilní telefony. Funkce jako zpětné přehrávání pořadů a 7denní archiv poskytují uživatelům možnost sledovat programy podle vlastních preferencí.
Pro sledování internetové televize je nutné mít stabilní internetové připojení. Minimální technické požadavky se liší podle rozlišení vysílání. Pro SD kvalitu je potřeba připojení o rychlosti minimálně 3 Mbps, pro Full HD kvalitu 3,5 Mbps (H.265) nebo 6,5 Mbps (H.264). Pro 4K Ultra HD je nutné připojení s rychlostí alespoň 15–25 Mbps. Pro co nejlepší zážitek se doporučuje připojení s rychlostí minimálně 10 Mbps. Stabilitu připojení mohou ovlivnit také další připojená zařízení v domácnosti.

### Satelitní televize
Satelitní televize zajišťuje stabilní vysílání pro domácnosti, které preferují klasický způsob sledování televize přes satelit. Tento typ vysílání je vhodný zejména pro oblasti s nedostatečným internetovým pokrytím. Satelitní nabídka Telly zahrnuje široké spektrum kanálů, včetně sportovních, filmových a dokumentárních pořadů, a to jak ve standardním, tak ve vysokém rozlišení. Satelitní televize se vyznačuje stabilitou signálu a vysokou kvalitou obrazu, což zajišťuje bezproblémové sledování pořadů i při nepříznivých povětrnostních podmínkách.

## Telly aplikace
Aplikace Telly je dostupná na všech hlavních televizních platformách, včetně Samsung Smart TV (Tizen), LG TV (webOS), Android TV/Google TV, Apple TV a nově také VIDAA OS. Telly tímto krokem rozšířila podporu pro zařízení s operačním systémem VIDAA OS, přičemž nabízí všechny oblíbené funkce, na které jsou zákazníci zvyklí i z jiných platforem. Tato podpora zahrnuje televizory značek Hisense, JVC, Toshiba, Sencor, Nexus a Strong.
Uživatelé aplikace Telly mají nově možnost volby jazykové stopy a zobrazování titulků u podporovaných televizních stanic. Diváci si mohou užít ještě pohodlnější sledování – u pořadů s dostupnou jazykovou stopou si mohou například zvolit původní audiostopu v angličtině. Stejně tak lze vybrat nižší nebo vyšší kvalitu videa, což se hodí v oblastech s horším internetovým signálem, aby byl přenos plynulejší a bez výpadků. Aplikace Telly je dostupná nejen na televizích, ale také na mobilních telefonech a tabletech (Android/iOS, iPadOS), Xboxu, Android set-top boxech a ve webovém prohlížeči.

## TV kanály
Telly nabízí širokou škálu televizních kanálů, které zahrnují více než 100 stanic v různých žánrech – od sportu, filmů, seriálů, dokumentů, po aktuální zpravodajství. Většina kanálů je dostupná ve vysokém rozlišení (HD), čímž je zajištěn kvalitní zážitek ze sledování. 
Díky variabilitě balíčků si mohou zákazníci vybrat takové složení kanálů, které nejlépe vyhovuje jejich preferencím. Telly nabízí 3 základní balíčky – Malý, Střední a Velký.  Spolu s dalšími doplňkovými balíčky – HBO + Max, Oktagon, Red a Aplikace navíc.
Uživatelé mohou službu sledovat až na 6 zařízeních současně, přičemž 2 zařízení jsou zahrnuta v základní ceně balíčku.